# Ordgarius furcatus
Ordgarius furcatus là một loài nhện trong họ Araneidae.
Loài này thuộc chi Ordgarius. Ordgarius furcatus được Octavius Pickard-Cambridge miêu tả năm 1877.